# Navalny (film)
Navalny è un film documentario del 2022 diretto da Daniel Roher. Il film ruota attorno al leader dell'opposizione russa Aleksej Naval'nyj e agli eventi legati al suo avvelenamento. È stato prodotto da HBO Max e CNN Films. Il film è stato presentato in anteprima il 25 gennaio 2022 al Sundance Film Festival, dove ha ricevuto il plauso della critica e del pubblico e ha vinto il premio del pubblico nella competizione documentari degli Stati Uniti e il Festival Favorite Award. Ha anche vinto il premio per il miglior documentario alla 95ª edizione della cerimonia degli Oscar, ha vinto il premio per il miglior documentario politico al 7º Critics' Choice Awards e ha vinto il premio come miglior documentario alla 76ª cerimonia dei premi BAFTA.

## Trama
Il film racconta gli eventi legati all'avvelenamento del capo dell'opposizione russa Aleksej Naval'nyj e la successiva indagine sull'avvelenamento. Il 20 agosto 2020, Naval'nyj è stato avvelenato con un agente nervino Novičok, si è ammalato durante un volo da Tomsk a Mosca ed è stato ricoverato in gravi condizioni. Naval'nyj è stato trasportato in un ospedale di Omsk dopo un atterraggio di emergenza. Due giorni dopo, è stato trasferito all'Ospedale universitatio della Charité di Berlino, in Germania. L'uso dell'agente nervino è stato confermato da cinque laboratori certificati dell'Organizzazione per la proibizione delle armi chimiche (OPCW). Naval'nyj ha accusato il presidente russo Vladimir Putin per il suo avvelenamento, mentre il Cremlino ha negato il coinvolgimento.
Il film mostra come il giornalista di Bellingcat Christo Grozev e Marija Pevčich, l'investigatore capo della Fondazione Anti-corruzione di Naval'nyj, rivelano i dettagli di un complotto che indica il coinvolgimento di Putin.
Il regista ha descritto il film come "la storia di un uomo e della sua lotta con un regime autoritario".

## Produzione
Il progetto è stato annunciato per la prima volta il 13 gennaio 2021. Il film è stato diretto dal documentarista canadese Daniel Roher, che originariamente aveva pianificato di realizzare un film su una delle indagini su Christo Grozev. Le riprese sono iniziate poco dopo che Naval'nyj è uscito dal coma e sono andate avanti fino al suo arresto nel gennaio 2021: secondo il personaggio principale del film, la troupe cinematografica era accanto a lui anche al controllo di frontiera dell'aeroporto.

## Distribuzione
Il film è stato presentato in anteprima il 24 aprile 2022 sulla CNN negli Stati Uniti, così come sulla piattaforma di streaming CNN +. Dopo la chiusura di CNN +, il film si è spostato su HBO Max il 26 maggio 2022. È stato mostrato su BBC2 il 25 marzo 2022.

## Accoglienza
Sul sito web aggregatore di recensioni Rotten Tomatoes, il 99% delle 97 recensioni dei critici sono positive, con una valutazione media di 8,4/10. Il consenso del sito web recita: "Navalny è un documentario avvincente come qualsiasi thriller – ma la lotta della vita reale contro l'autoritarismo che descrive è letalmente seria". Metacritic, che utilizza una media ponderata, ha assegnato al film un punteggio di 82 su 100, basato su 22 critici, indicando "acclamazione universale".
Il critico del Guardian Phil Harrison gli ha assegnato 5/5 stelle definendolo "una delle cose più sbalorditive a cui tu abbia mai assistito", e "questo terrificante documentario entra nei regni dell'inverosimile thriller di spionaggio – eppure è tutto vero". Il critico cinematografico del New York Times Ben Kenigsberg ha aggiunto il film alla "Critic's List" e lo ha anche elogiato dicendo "Roher ha assemblato uno sguardo teso e coinvolgente su Naval'nyj e la sua cerchia ristretta".
Il film ha incassato complessivamente $107.021 al botteghino internazionale. In Italia, il film ha incassato € 11.800.

## Riconoscimenti
- 2022 - Sundance Film Festival[21]
  - Audience Award: Documentario statunitense (vincitore)
  - Festival Favorite Award (vincitore)
- 2022 - Critics' Choice Documentary Awards[22]
  - Miglior documentario (candidato)
  - Miglior documentario politico (vincitore)
  - Miglior regista (candidato)
  - Miglior colonna sonora (candidato)
  - Miglior montaggio (candidato)
- 2023 - San Diego Film Critics Society Awards[23]
  - Miglior documentario (candidato)
- 2023 - San Francisco Bay Area Film Critics Circle[24]
  - Miglior documentario (candidato)
- 2023 - Cinema Eye Honors[25]
  - Miglior lungometraggio di saggistica (candidato)
  - Outstanding Production (vincitore)
  - Audience Choice Prize (vincitore)
  - The Unforgettables (vincitore)
- 2023 - Directors Guild of America Awards[26]
  - Outstanding Directorial Achievement in Documentaries (candidato)
- 2023 - Producers Guild of America Awards[27]
  - Outstanding Producer of Documentary Theatrical Motion Pictures (vincitore)
- 2023 - Georgia Film Critics Association[28]
  - Miglior documentario (candidato)
- 2023 - Seattle Film Critics Society[29]
  - Miglior documentario (candidato)
- 2023 - Houston Film Critics Society[30]
  - Miglior documentario (candidato)
- 2023 - Premio Oscar[31]
  - Miglior documentario (vincitore)
- 2023 - British Academy Film Awards (BAFTA)[32]
  - Miglior documentario (vincitore)